# Jan Bruegel il Giovane
Jan Brueghel il Giovane (pronunciato [ˈjɑn ˈbɾøːɣəl]) (Anversa, 13 settembre 1601 – 1º settembre 1678) è stato un pittore fiammingo.

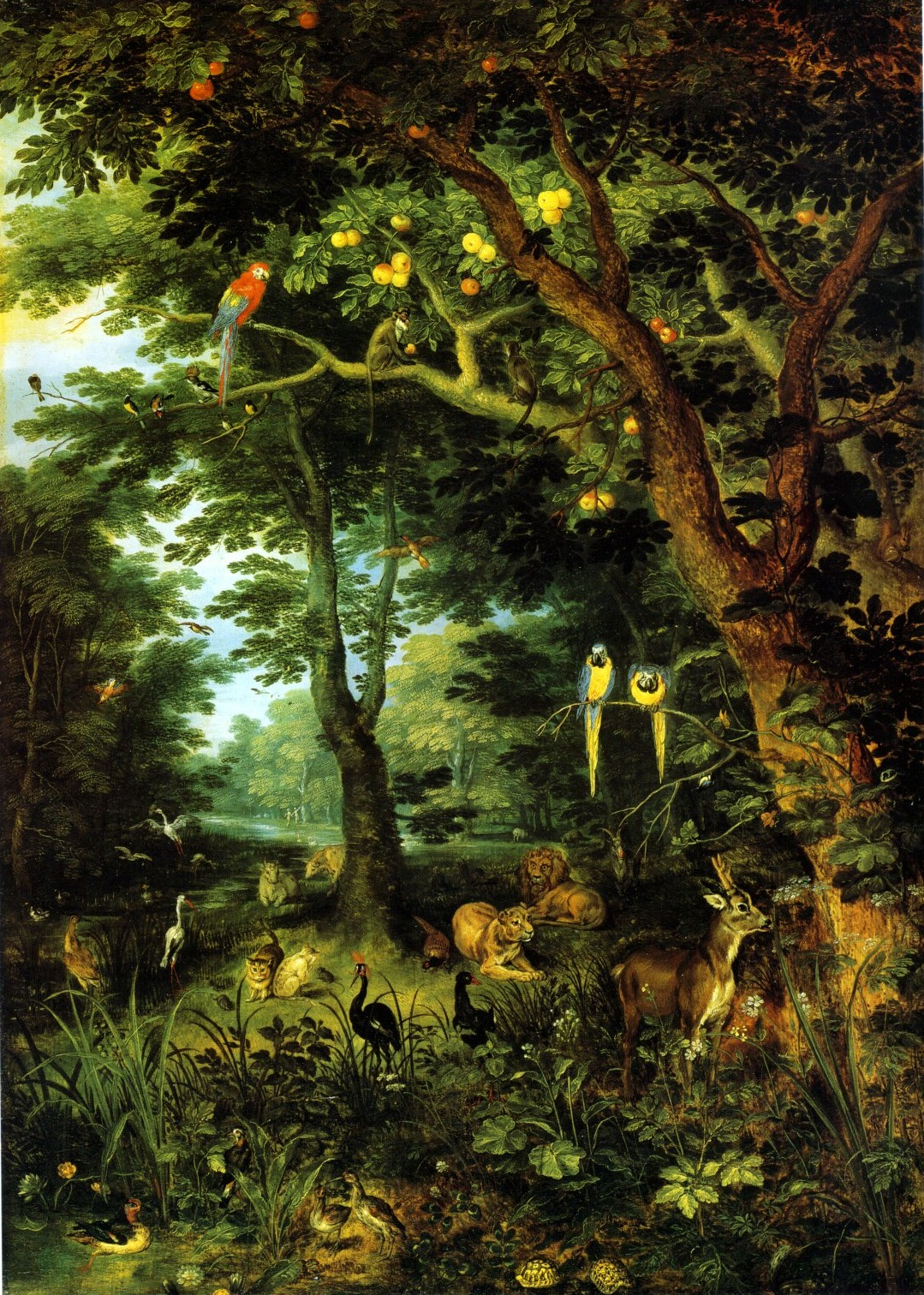
Il paradiso, opera di Jan Bueghel il Giovane, 1620 circa, olio su tavola, Berlino, Gemäldegalerie.

Appartenente ad una famiglia di famosi artisti, era figlio di Jan Brueghel il Vecchio, nipote di Pieter Bruegel il Vecchio e padre di Abraham Brueghel.
Formatosi presso il padre, Jan si recò ancora giovane a Milano per incontrare Federico Borromeo, mecenate del genitore. Dopo un viaggio in Italia che lo portò a Roma, Napoli e Palermo (in Sicilia fu in compagnia dell'amico Antoon van Dyck), Jan tornò ad Anversa nel 1625, da dove lavorò per numerosi committenti prestigiosi, come la corte di Parigi.
Nel 1650 si recò anche in Francia in una data imprecisata del sesto decennio del XVII secolo.
I suoi dipinti ricordano molto lo stile miniaturistico del padre; come lui, spesso lavorò in collaborazione con altri artisti, tra cui il celebre Peter Paul Rubens.

## Elenco delle opere
- Il Paradiso, 1620 circa, olio su tavola, 59 x 42 cm, Berlino, Gemäldegalerie.
- Sacra Famiglia con san Giovanni Battista, 1630 circa, olio su tavola, 74 x 54 cm, collezione privata.
- Vaso con fiori, olio su tavola, 51,2 x 37,2 cm, Parma, Museo Fondazione Cariparma.